# Bojan Udovič
Bojan Udovič, né le 22 juillet 1957 à Kranj (Slovénie) et mort le 11 juillet 2015 près de Trebnje, est un coureur cycliste yougoslave slovène.

## Biographie
Il participe aux Jeux olympiques de 1980, à Moscou, en prenant part à la course sur route individuelle et à la course par équipe sur 100 km. Il obtient la huitième place avec l'équipe yougoslave.
Il est tué par un automobiliste en état d'ébriété alors qu'il roulait à vélo.

## Palmarès
- 1979
  -  Médaillé de bronze du contre-la-montre par équipes des Jeux méditerranéens